# تمپا (فلوریدا)
تَمپا (به انگلیسی: Tampa) شهر و بندری در غرب ایالت فلوریدای آمریکا است. جمعیت این شهر در سال ۲۰۰۶ حدود سیصد هزار نفر بود.
بلوار بی‌شُر گران‌ترین و مجلل‌ترین خیابان در شهر تمپا است.

## مراکز علمی
- دانشگاه تمپا
- دانشگاه فلوریدای جنوبی

## ورزش
تیم‌های تمپا بی لایتنینگ و تامپابی بوکانیرز از این شهرند.

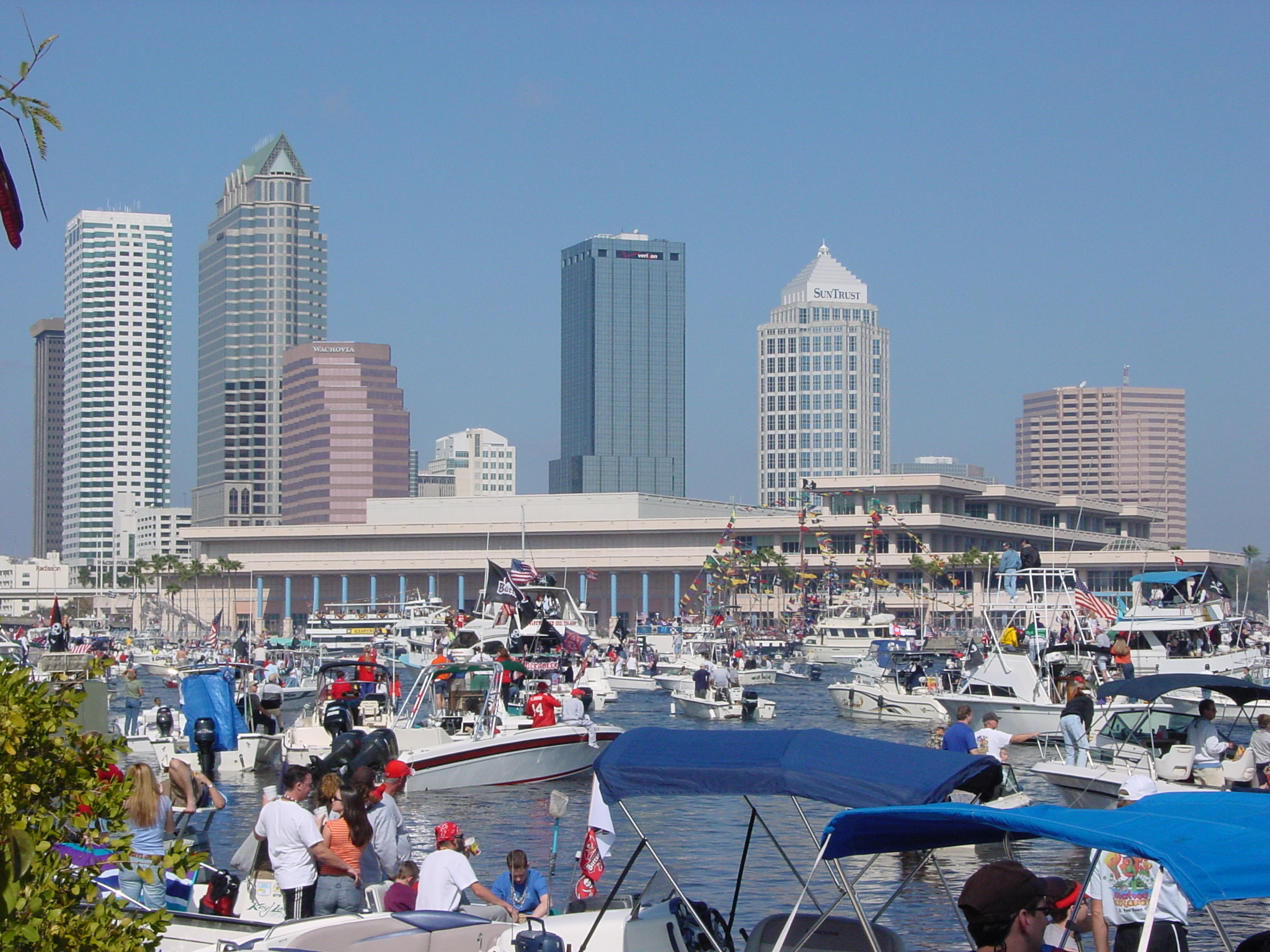
یک روز تفریحی در مرکز شهر تمپا